# Agrostis arisan-montana
Agrostis arisan-montana é uma espécie de gramínea do gênero Agrostis, pertencente à família Poaceae.